# Aeroportul Surin Pakdi
Aeroportul Surin Pakdi (IATA: PXR, ICAO: VTUJ) este un aeroport din Nok Mueang⁠(d), Districtul Mueang Surin, Provincia Surin, Thailanda.
aeroportul dispune de o singură pistă.